# ヘリシェフ
| Hr · Z1 | S · Z1 · N21 | f |

| Hr · Z1 | S · Z1 · N21 | f |

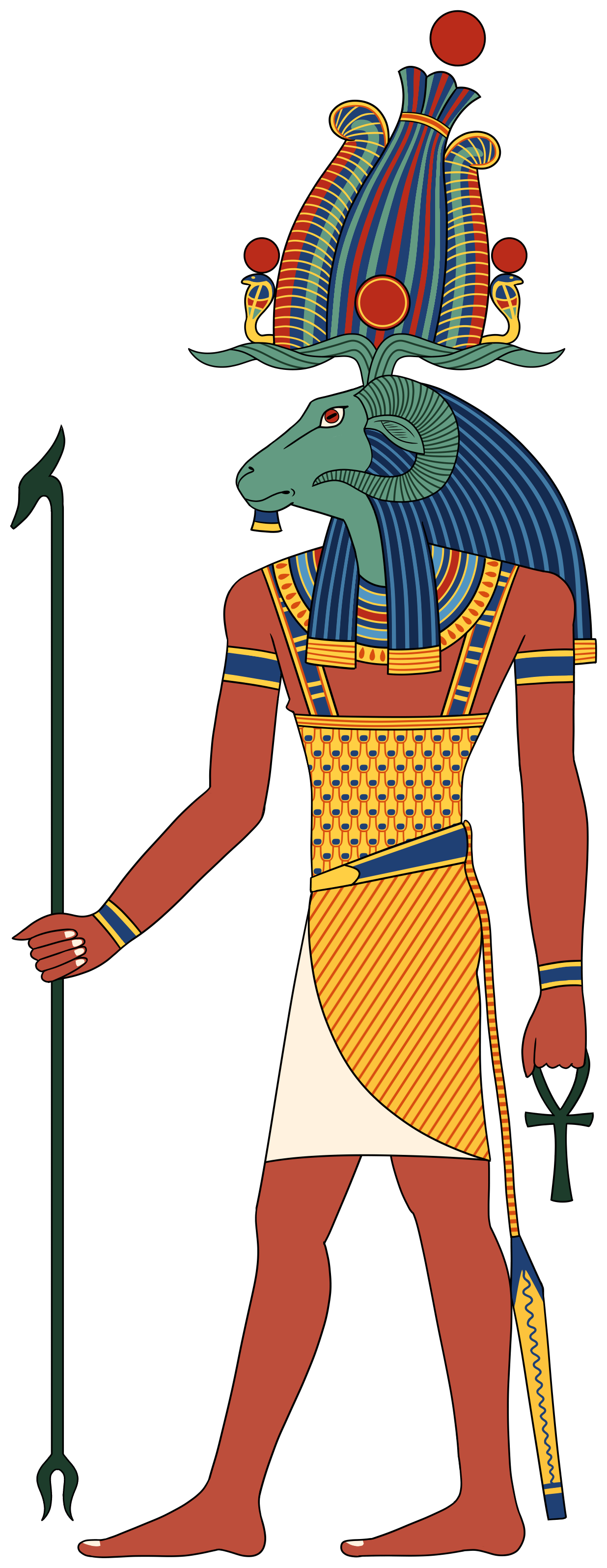
ヘリシェフ

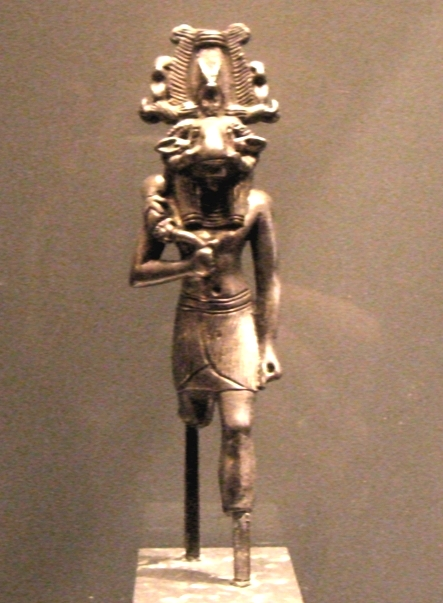
ルーヴル美術館にあるヘリシェフの銀の像。

ヘリシェフ（Herishef。または Heryshaf、Hershef。(エジプト語：Ḥry-š=f "彼の湖の上にいる者")、 ギリシア語ではハルサフェス (Ἁρσαφής。Harsaphes) と書き表される）は、エジプト神話における古来の羊神であって、彼への崇拝はヘラクレオポリス・マグナ（現在の Ihnasiyyah al-Madinah）に集中していた。彼はエジプトの神話ではラーとオシリスに同一視された。
第1中間期に、ヘリシェフを信仰する人々が、下エジプト（ナイル川デルタ地帯）に侵入していたアジア人を武力で従わせ、下エジプトと中エジプトを統一して支配した。このことによってヘリシェフは民族神の地位を得ることとなり、ホルスの形態の一つとみなされた。後に、アメン神が牡羊の姿で表現される時はヘリシェフと同一視されることとなった。
ヘリシェフは羊の頭を持つ人間として描かれた。創造と豊穣を司る、水とも関係の深い神である。
後にギリシャ人は、この神をヘラクレスと同一視した。